# رستم‌خواجه رحیمف
رستم‌خواجه رحیمف (انگلیسی: Rustamhodza Rahimov؛ زادهٔ ۱۶ فوریهٔ ۱۹۷۵) بوکسور تاجیک‌تبار اهل آلمان بود.